# Episcynia medialis
Episcynia medialis is een slakkensoort uit de familie van de Tornidae. De wetenschappelijke naam van de soort is voor het eerst geldig gepubliceerd in 1971 door Keen.